# Condado de Stormont, Dundas e Glengarry
O Condado de Stormont, Dundas e Glengarry County é uma subdivisão administrativa da província canadense de Ontário. Sua sede é Cornwall.